# 재판 거래
재판 거래(裁判去來)는 법원 등 사법부가 재판의 판단 근거를 반헌법적으로 해석하여, 공익이 아닌 사익을 위해, 법관의 해외 파견 근무등 특정한 대가를 조건으로  재판 결과를 거래하는 행위를 말한다.

## 재판 거래의 사례

### 대한민국의 사례
- 대법원의 자체 특별조사단이 5월 25일 발표한 조사 보고서에 따르면, 재판거래가 발생한 것이 15개이며, 대부분 1심과 2심에서 나온 결론이 3심(대법원)에서 뒤집혔다.[1]
- 조사된 한 문건은 기존 양승태의 대법원 "사법부는 그동안 박근혜 대통령의 국정운영을 뒷받침하기 위하여 최대한 노력해왔음"이라는 문구를 제시하면서, 그동안 논란이 된 일본군 강제 징용 재판 고의 지연, 등 과거사 문제와 노동 부문 개혁 재판 등을 예시로 하였다.
- 청와대가 승소를 요구하는 재판결과를 미끼로 판사의 해외 파견 근무 자리 증원 등등 청와대와 뒷거래를 위한 재판 거래 의혹으로 인해서, KTX 승무원의 고용 보장에 대해서 몇년간에 걸친, 일선 법원과 고등 법원등 1·2심 승소 후 밀린 급여를 지급받았던 KTX 승무원들 의 고용 보장 대한 기존 판결에 대해서, 양승태의 대법원이 판결을 뒤집어서, KTX 승무원들은 1억원이 넘는 기존에 받았던 밀린 급여를, 다시 뱁어내야 하는 것을 비관하고, KTX 승무원이 목숨을 끊고 자살 한 사례가 있다.[2][1][3]

### 대한민국 이외의 국가 사례
재판을 하는 판사가 대가를 받고, 재판을 거래한 대한민국 이외의 국가의 사례는 아직 없다. 대한민국의 기존 대법원이 청와대와 재판 거래를 한 것처럼, 다만 재판 거래 대신에, 정치계에 뇌물이 오가던 중국에서, 뇌물을 받은 고위 관료 사례가 2018년 7월에 있다.

#### 중국
한때 중국의 장래 대통령이 되기를 바랬던 한 고위 공산당 관리인 썬 젱카이(Sun Zhengcai)가 목요일에 그의 범죄 재판에서 수백만 명의 뇌물을 수령한 것에 대한 유죄를 인정했다.
센의 뇌물을 받은 사례는,  시진핑 (Xi Jinping) 중국 대통령의 부패와 정치적 불신에 대한 캠페인에서, 가장 높은 수준의 신념 중 하나로 중국 검찰 조직의 수사를 통해서 밝혀 졌다.

## 같이 보기
- 양승태 사법농단 의혹
- 박근혜-최순실 게이트
- 일본군 위안부